# 霜島ケイ
霜島 ケイ（しもじま けい、1963年4月18日 - ）は、日本の小説家。大阪府出身。東京女子大学短期大学部卒業。血液型はB型。代表作は『封殺鬼シリーズ』など。
姓を霧島と間違えられることが多い。

## 作品リスト

### 「九十九字ふしぎ屋商い中」シリーズ[1]
- ぬり壁の娘（2016年9月）
- 憑きものさがし（2017年3月）
- おもいで影法師（2018年1月）
- あやかし行灯（2018年5月）
- おとろし屏風（2019年7月）
- 鬼灯ほろほろ（2019年12月）
- 月の鉢（2020年11月）
- 鬼の壺（2021年9月）
- 生目の神さま（2023年3月）

（光文社時代小説文庫）

### 「のっぺら」シリーズ[2]
- のっぺら　あやかし同心捕物控え（2014年2月）
- ひょうたん （2014年6月）
- とんちんかん（2017年12月）

（モノノケ文庫）
（光文社時代小説文庫）

### 「カラクリ荘の異人たち」シリーズ
- もしくは賽河原町奇談（2007年7月15日） ISBN 978-4-7973-4298-7
- お月さんいくつ、十三ななつ（2008年8月15日） ISBN 978-4-7973-4914-6
- 帰り花と忘れ音の時（2009年4月15日） ISBN 978-4-7973-5412-6
- 春来るあやかし（2010年4月15日） ISBN 978-4-7973-5894-0

（ソフトバンククリエイティブ GA文庫）

### 「空と月の王」シリーズ
- 空と月の王（2005年9月）
- 空と月の王 2（2006年6月）

（MF文庫J）

### 「カーマイン・レッド」シリーズ
- セトの神民 前編（2001年10月）
- セトの神民 後編（2002年3月）

（角川ビーンズ文庫）

### 「琥珀のティトラ」シリーズ
- 聖女さま、参る！（2000年3月）
- 聖女さま、走る！（2002年9月）

（角川スニーカー文庫、イラスト：中村龍徳）

### 「那智&銀狼」シリーズ
- 桜一夜闇千夜（1996年12月）
- 死人遊び（1998年10月）

（角川書店ASUKAノベルス）
絶版のため、以下に再収録されている。
- 明日に向かって祓え！（2003年7月）
- 風と共に祓え！（2004年3月）
- 祓うのは奴らだ！（2004年12月）

（角川ビーンズ文庫）

### 「赤い瞳のシェスタ」シリーズ
- 赤い瞳のシェスタ（1993年2月）
- 銀砂の覇者（1993年8月）
- 黒炎の貴公子（1994年4月）

（集英社 スーパーファンタジー文庫）

### 「久麻里伝」シリーズ
- 出雲の神の娘（1992年6月）
- 落涙の夢郷（1992年9月）

（勁文社）

### 「モンスター・プロジェクト」シリーズ
- モンスター・プロジェクト 発動中！（1992年6月）
- モンスター・プロジェクト 発動中！―闇を知る者―（1992年7月）

（白泉社）

### 「出てこい！ユーレイ三兄弟」シリーズ
- 出てこい！ユーレイ三兄弟（1990年7月）
- ホーンテッドスクールへようこそ（1990年12月）

（朝日ソノラマ パンプキン文庫）

### その他
- 聖ベリアーズ騎士団！（1996年1月）

（集英社 スーパーファンタジー文庫）

### アンソロジー
- 妖かしの宴 わらべ唄の呪い（1999年12月、PHP研究所）
- 人魚の血（2001年8月、光文社）
- 文藝百物語（2001年9月、角川書店）
- 花月夜綺譚（2004年8月、集英社）
  - 2007年9月、集英社文庫
- 妖怪文藝 巻之弐 響き交わす鬼（2005年9月、小学館文庫）
- 猫路地（2006年5月　日本出版社）

### ゲーム
- スペクトラルジーン 脚本(2007年12月、アイディアファクトリー)